# Cryptolepis volubilis
Cryptolepis volubilis är en oleanderväxtart som först beskrevs av Isaac Bayley Balfour, och fick sitt nu gällande namn av Oskar Schwartz. Cryptolepis volubilis ingår i släktet Cryptolepis och familjen oleanderväxter. Inga underarter finns listade i Catalogue of Life.